# Дрангштет
Дрангштет (њем. Drangstedt) општина је у њемачкој савезној држави Доња Саксонија. Једно је од 57 општинских средишта округа Куксхафен. Према процјени из 2010. у општини је живјело 1.471 становника. Посједује регионалну шифру (AGS) 3352013.

## Географски и демографски подаци
Дрангштет се налази у савезној држави Доња Саксонија у округу Куксхафен. Општина се налази на надморској висини од 9 метара. Површина општине износи 17,0 km². У самом мјесту је, према процјени из 2010. године, живјело 1.471 становника. Просјечна густина становништва износи 86 становника/km².

## Међународна сарадња
| Мјесто | Држава               | Врста сарадње | Од    |
| ------ | -------------------- | ------------- | ----- |
| Бодмин | Уједињено Краљевство | партнерство   | 1975. |
| Извор  |                      |               |       |